# Romish Jalilov
Romish Jalilov (sinh ngày 21 tháng 11 năm 1995) là một cầu thủ bóng đá Tajikistan thi đấu cho Istiklol, và Đội tuyển bóng đá quốc gia Tajikistan.

## Sự nghiệp
Vào tháng 3 năm 2015 Jalilov gia nhập Regar-TadAZ theo dạng cho mượn nửa mùa giải. Jalilov cũng trải qua mùa giải 2016 theo dạng cho mượn ở Regar-TadAZ, trở lại Istiklol ngày 26 tháng 12 năm 2016.

## Thống kê sự nghiệp

### Câu lạc bộ
Tính đến trận đấu diễn ra ngày 3 tháng 6 năm 2018
| Câu lạc bộ          | Mùa giải            | Giải vô địch                             | Giải vô địch | Giải vô địch | Cúp Quốc gia | Cúp Quốc gia | Châu lục | Châu lục  | Khác    | Khác      | Tổng    | Tổng      |
| Câu lạc bộ          | Mùa giải            | Hạng đấu                                 | Số trận      | Bàn thắng    | Số trận      | Bàn thắng    | Số trận  | Bàn thắng | Số trận | Bàn thắng | Số trận | Bàn thắng |
| ------------------- | ------------------- | ---------------------------------------- | ------------ | ------------ | ------------ | ------------ | -------- | --------- | ------- | --------- | ------- | --------- |
| Istiklol            | 2012                | Giải bóng đá vô địch quốc gia Tajikistan |              |              |              |              | 1        | 0         | –       | –         | 1       | 0         |
| Istiklol            | 2013                | Giải bóng đá vô địch quốc gia Tajikistan | 5            | 0            |              |              | –        | –         | –       | –         | 5       | 0         |
| Istiklol            | 2014                | Giải bóng đá vô địch quốc gia Tajikistan | 17           | 6            | 6            | 1            | –        | –         | 1       | 1         | 24      | 8         |
| Istiklol            | 2015                | Giải bóng đá vô địch quốc gia Tajikistan | 14           | 3            | 5            | 1            | 1        | 0         | 0       | 0         | 20      | 4         |
| Istiklol            | 2016                | Giải bóng đá vô địch quốc gia Tajikistan | 0            | 0            | 0            | 0            | –        | –         | –       | –         | 0       | 0         |
| Istiklol            | 2017                | Giải bóng đá vô địch quốc gia Tajikistan | 16           | 1            | 3            | 1            | 10       | 1         | 1       | 0         | 30      | 3         |
| Istiklol            | 2018                | Giải bóng đá vô địch quốc gia Tajikistan | 8            | 2            | 0            | 0            | 6        | 1         | 1       | 0         | 15      | 3         |
| Istiklol            | Tổng                | Tổng                                     | 60           | 12           | 15           | 3            | 18       | 2         | 3       | 1         | 96      | 18        |
| Regar-TadAZ (mượn)  | 2015                | Giải bóng đá vô địch quốc gia Tajikistan |              |              |              |              |          |           |         |           |         |           |
| Regar-TadAZ (mượn)  | 2016                | Giải bóng đá vô địch quốc gia Tajikistan |              |              |              |              |          |           |         |           |         |           |
| Tổng cộng sự nghiệp | Tổng cộng sự nghiệp | Tổng cộng sự nghiệp                      | 60           | 12           | 15           | 3            | 18       | 2         | 3       | 1         | 96      | 18        |

### Quốc tế
| Đội tuyển quốc gia Tajikistan | Đội tuyển quốc gia Tajikistan | Đội tuyển quốc gia Tajikistan |
| Năm                           | Số trận                       | Bàn thắng                     |
| ----------------------------- | ----------------------------- | ----------------------------- |
| 2014                          | 2                             | 0                             |
| 2015                          | 0                             | 0                             |
| 2016                          | 0                             | 0                             |
| 2017                          | 3                             | 0                             |
| 2018                          | 1                             | 0                             |
| Tổng                          | 6                             | 0                             |

Thống kê chính xác đến trận đấu diễn ra ngày 27 tháng 3 năm 2018

## Danh hiệu
Istiklol
- Giải bóng đá vô địch quốc gia Tajikistan (3): 2014, 2015, 2017[6]
- Cúp bóng đá Tajikistan (2): 2013, 2014
- Siêu cúp bóng đá Tajikistan (2): 2014, 2018[7]